# Payena
Payena – rodzaj roślin z rodziny sączyńcowatych obejmujący 21 gatunków. Nazwa rodzajowa upamiętnia Anzelma Payena – francuskiego chemika. Centrum występowania rodzaju jest zachodnia Malezja, poza tym kilka gatunków jest endemitami na Borneo.

## Systematyka
Pozycja systematyczna według APweb (aktualizowany system APG III z 2009)
Rodzaj z podrodziny Sapotoideae w obrębie sączyńcowatych.

Do rodzaju zaliczane są gatunki:
| - Payena acuminata (Blume) Pierre - Payena annamensis Lecomte - Payena dantung H.J.Lam - Payena dasyphylla (Miq.) Pierre - Payena endertii H.J.Lam - Payena engleri Merr. - Payena ferruginea J.T.Pereira - Payena gigas A.Bruggen - Payena grandistipula J.T.Pereira - Payena kapitensis J.T.Pereira - Payena khoonmengiana J.T.Pereira | - Payena kinabaluensis J.T.Pereira - Payena lamii A.Bruggen - Payena leerii (Teijsm. & Binn.) Kurz - Payena longipedicellata Brace ex King & Gamble - Payena lucida A.DC. - Payena maingayi C.B.Clarke - Payena microphylla (de Vriese) Burck - Payena obscura Burck - Payena pseudoterminalis H.J.Lam - Payena selangorica King & Gamble |